# آنجلو كوبيتا
آنجلو كوبيتا (بالإيطالية: Angelo Copeta)‏ هو متسابق دراجات نارية إيطالي. نافس في سباقات بطولة العالم لفئة 125 سي سي. كما شارك في كأس جزيرة مان السياحية. بدأ المنافسة في بطولة العالم سنة 1952. أفضل موسم له كان موسم سنة 1953 عندما جاء في المركز الرابع في بطولة العالم لفئة 125 سي سي.

## روابط خارجية
- آنجلو كوبيتا على موقع MotoGP.com (الإنجليزية)